# Xavier Roig i Castelló
Xavier Roig i Castelló (Barcelona, 1957) és un enginyer, empresari i assagista català. Va ser col·laborador habitual del diari Avui i del diari Ara. Ha estat professor del màster en globalització de la Universitat de Barcelona. Amb una llarga experiència en el món empresarial, ha treballat en empreses de tecnologia com Bull, Indra o Sema Group. Actualment és soci director d'Eventmind Consulting i president executiu de Global Tree Trust. També fou impulsor del Col·lectiu per la Correcció del Dèficit Fiscal.
El 23 de desembre de 2021, el diari Ara no li va publicar un article, titulat "El nostre idioma no té adversaris", cosa que va desfermar l'acusació de censura contra el diari.

## Obra
- Roig i Castelló, Xavier. El Gastrònom Accidental Als Estats Units.  Edicions La Campana, 2000. ISBN 978-84-88791-94-8.
- Roig i Castelló, Xavier. Ni som ni serem.  Edicions La Campana, 2002. ISBN 978-84-95616-18-0.
- Roig i Castelló, Xavier. Entre l'Espanya i la paret: on és la sortida per a una societat civil que vol i pot progressar?.  Edicions La Campana, 2003. ISBN 978-84-95616-30-2.
- Roig i Castelló, Xavier. La Dictadura de la incompetència.  La Campana, 2008. ISBN 978-84-96735-06-4.
- Roig i Castelló, Xavier. L'enigma rus.  La Campana, 2019. ISBN 978-84-16863-53-2.